# Südossetische Staatliche Universität

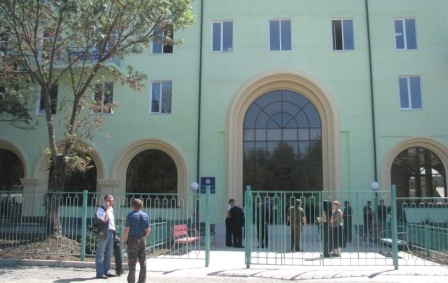
Gebäude der Universität

Die Südossetische Staatliche Universität (ossetisch Хуссар Ирыстоны паддзахадон университет; russisch Юго-Осетинский государственный университет) ist die größte Universität in Südossetien. Sie wurde 1932 mit zwei Fakultäten (der physisch-mathematischen und agro-biologischen) als Südossetisches Pädagogisches Institut gegründet. Im Studienjahr 1937/38 betrug die Zahl der Studenten 138, im folgenden Jahr schon 255 und bereits im Studienjahr 1977/78 2.000. Heute sind an den zwölf Fakultäten der Universität ca. 3.000 Studenten immatrikuliert.
Frühere Namen waren: Staliniris Agrobiologisches Institut und Südossetisches Pädagogisches Institut. 1993 wurde es in Südossetische Staatliche Universität umbenannt, ihr Namensgeber ist der ossetische Schriftsteller Alexander Tibilow.

## Absolventen
- Igor Sanakojew (* 1947), Politiker
- Alla Dschiojewa (* 1949), Politikerin
- Leonid Tibilow (* 1952), Politiker
- Boris Tschotschijew (1957–2021), Politiker
- Eduard Kokoity (* 1964), Politiker
- Konstantin Dschussojew (* 1967), Politiker
- Gennadi Bekojew (* 1981), Politiker